# 2. Slovenska liga ameriškega nogometa 2016
La 2. Slovenska liga ameriškega nogometa 2016 è stata la terza edizione dell'omonimo torneo di football americano.
Ha avuto inizio l'11 settembre e si è conclusa il 9 ottobre.

## Squadre partecipanti
| Club                          | Città              | Stadio | Sponsor ufficiale | Risultato nella stagione 2015 |
| ----------------------------- | ------------------ | ------ | ----------------- | ----------------------------- |
| Alp Devils 2                  | Kranj              |        |                   |                               |
| Ljubljana Silverhawks 2       | Lubiana            |        |                   |                               |
| Murska Sobota Storks          | Murska Sobota      |        |                   |                               |
| Slovenska Bistrica Werewolves | Slovenska Bistrica |        |                   |                               |
| Žalec Gold Diggers            | Žalec              |        |                   |                               |

## Stagione regolare

### Calendario

#### 1ª giornata
| Murska Sobota 11 settembre 2016, ore 13:00 | Žalec Gold Diggers | 27 – 19 | Alp Devils 2 | Stadion Fazanerija |

| Murska Sobota 11 settembre 2016, ore 16:00 | Murska Sobota Storks | 40 – 0 | Slovenska Bistrica Werewolves | Stadion Fazanerija |

#### 2ª giornata
| Gunclije 18 settembre 2016, ore 13:00 | Slovenska Bistrica Werewolves | – | Alp Devils 2 |  |

| Gunclije 18 settembre 2016, ore 15:00 | Ljubljana Silverhawks 2 | 8 – 0 | Murska Sobota Storks |  |

#### 3ª giornata
| Slovenska Bistrica 25 settembre 2016, ore 14:00 | Murska Sobota Storks | 10 – 18 | Žalec Gold Diggers | Športni Park |

| Slovenska Bistrica 25 settembre 2016, ore 16:00 | Slovenska Bistrica Werewolves | 0 – 36 | Ljubljana Silverhawks 2 | Športni Park |

#### 4ª giornata
| Žalec 2 ottobre 2016, ore 14:00 | Ljubljana Silverhawks 2 | 32 – 0 | Alp Devils 2 | Igrišče Športnega Centra |

| Žalec 2 ottobre 2016, ore 16:00 | Žalec Gold Diggers | 56 – 8 | Slovenska Bistrica Werewolves | Igrišče Športnega Centra |

#### 5ª giornata
| Ježica 9 ottobre 2016, ore 12:00 | Alp Devils 2 | 24 – 6 | Murska Sobota Storks | Igrišče NK Interblock |

| Ježica 9 ottobre 2016, ore 14:30 | Ljubljana Silverhawks 2 | 30 – 24 | Žalec Gold Diggers | Igrišče NK Interblock |

### Classifica
La classifica della stagione 2016 è la seguente:
- PCT = percentuale di vittorie, G = partite giocate, V = partite vinte, P = partite perse, PF = punti fatti, PS = punti subiti

| Pos. | Squadra                       | PCT   | G | V   | P   | PF   | PS    |
| ---- | ----------------------------- | ----- | - | --- | --- | ---- | ----- |
| 1    | Ljubljana Silverhawks 2       | 1.000 | 4 | 4   | 0   | 106  | 24    |
| 2    | Žalec Gold Diggers            | .750  | 4 | 3   | 1   | 125  | 67    |
| 3    | Alp Devils 2                  | .???  | 4 | 1+? | 2+? | 43+? | 65+?  |
| 4    | Murska Sobota Storks          | .250  | 4 | 1   | 3   | 56   | 50    |
| 5    | Slovenska Bistrica Werewolves | .???  | 4 | 0+? | 3+? | 8+?  | 132+? |

## Verdetti
- Ljubljana Silverhawks 2 Campioni della 2. Slovenska liga ameriškega nogometa